# Heberty
Heberty Fernandes de Andrade (ur. 29 sierpnia 1988) – brazylijski piłkarz występujący na pozycji pomocnika.

## Kariera klubowa
Od 2008 roku występował w klubach CR Vasco da Gama, Juventus, São Caetano, Paulista, Thespa Kusatsu, Cerezo Osaka, Vegalta Sendai, Ratchaburi Mitr Phol, Asz-Szabab Rijad i Muangthong United.